# Avenue Winston-Churchill (Toulouse)
Pour les articles homonymes, voir Avenue Winston-Churchill.
L'avenue Winston-Churchill (en occitan : avenguda Winston Churchill) est une voie de Toulouse, chef-lieu de la région Occitanie, dans le Midi de la France.

## Situation et accès

### Description
L'avenue Winston-Churchill est une voie publique. Elle traverse le quartier de Reynerie.

### Voies rencontrées
L'avenue Winston-Churchill rencontre les voies suivantes, dans l'ordre des numéros croissants (« g » indique que la rue se situe à gauche, « d » à droite) :
1. Avenue de Reynerie
2. Rond-point Jean-Dauvillier
3. Rue Oum-Khaltoum (d)
4. Rue Oum-Khaltoum (d)
5. Cheminement Christophe-Gluck (d)
6. Place André-Abbal
7. Allée Simone-Segouin (g)
8. Rue Germaine-Peyroles (d)
9. Impasse de l'Abbé-Joseph-Salvat (g)
10. Rue Daniel-Faucher (g)
11. Rue Jean-Gilles (d)

### Transports
L'avenue Winston-Churchill se trouve à proximité de la place André-Abbal où débouche la station Reynerie, sur la ligne de métro . Elle se trouve également à proximité de l'avenue de Reynerie, parcourue et desservie par la ligne de Linéo L14.
La station de vélos en libre-service VélôToulouse la plus proche est la station no 220 (3 rue de l'Université).

## Odonymie
L'avenue est nommée, à la demande de la Setomip, et sur décision du conseil municipal du 26 avril 1974, en hommage à Winston Churchill (1874-1965). Homme d'État britannique, il fut Premier ministre du Royaume-Uni de 1940 à 1945, puis de 1951 à 1955. Il joua notamment un rôle décisif dans la victoire des Alliés lors de la Seconde Guerre mondiale.

## Patrimoine et lieux d'intérêt

### Établissements scolaires
- no  8 : groupe scolaire Simone-Veil. 
Le groupe scolaire Simone-Veil est construit entre 2017 et 2018, afin de remplacer les écoles élémentaires Jean-Gallia I et II (actuel no 4  cheminement Jean-François-Lesueur), fermées en 2018[2]. Elle est nommée en hommage à Simone Veil (1927-2017), femme politique française et européenne.

- no  12 : école maternelle Auriacombe. 
L'école maternelle Jean-Gallia II[N 1], devenue Louis-Auriacombe, est construite en 1972 sur les plans de l'architecte Roger Brunerie[3].

### Immeubles
- no  1-7 : résidence Raymond-Lizop. 
La résidence Raymond-Lizop est construite entre 2010 et 2013, dans le cadre de l'opération de renouvellement urbain du quartier de Reynerie. Elle devient la première résidence sociale de la région à énergie positive respectant la norme bâtiment basse consommation (BBC). La construction, menée par une large équipe composée des architectes de Sol et Cité et de Lieux Communs ainsi que les bureaux d'études spécialisés BET Dumons, E.R.T, Inddigo et Quinconces, est réalisée pour le compte de Toulouse Habitat. Elle compte 55 logements, soit dix maisons individuelles et 45 appartements répartis sur un immeuble collectif de quatre étages. Le toit-terrasse compte 780 m² de panneaux photovoltaïques[4].

- no  10 : résidence du Lac. 
La résidence du Lac est une résidence privée construite entre 1968 et 1972 par l'architecte Alexis Daure pour le compte du groupe Méthode Coop. Il reçoit pour cette réalisation le Laurier d'Or de l'habitat de 1974[5]. Il reprend ici le modèle des tripodes proposé par Georges Candilis pour le quartier du Mirail, quoique dans des dimensions plus modestes. La résidence, bâtie en béton, se compose de plusieurs corps de bâtiment qui s'élèvent sur sept à onze étages. Des coursives, aux 5e et 9e étages, favorisent la circulation à l'intérieur de la résidence mais qui ne sont pas ouvertes en façade. Les façades du côté ouest, qui font face au lac de Reynerie, sont rythmées par les bandeaux horizontaux des balcons. Les étages supérieurs sont traités en gradins, permettant l'aménagement de grandes terrasses[6].

- no  17-21 : résidence Soleil.

### Parcs et jardins publics
- parc du Lac de Reynerie.
- parc de Reynerie.